# Mongolotmethis kozlovi
Mongolotmethis kozlovi är en insektsart som beskrevs av Bei-bienko 1948. Mongolotmethis kozlovi ingår i släktet Mongolotmethis och familjen Pamphagidae. Inga underarter finns listade i Catalogue of Life.